# Guzew (powiat płocki)
Guzew (do 2011 Guzewy) – wieś sołecka w Polsce położona w województwie mazowieckim, w powiecie płockim, w gminie Gąbin.
W latach 1975–1998 miejscowość należała administracyjnie do województwa płockiego.
1 stycznia 2011 r. zmieniono urzędowo nazwę miejscowości z Guzewy na Guzew.